# Virginia Slims of Kansas 1987
Il Virginia Slims of Kansas 1987 è stato un torneo di tennis giocato sul sintetico indoor.
È stata la 7ª edizione del torneo, che fa parte del Virginia Slims World Championship Series 1987.
Si è giocato al Kansas Coliseum di Wichita negli Stati Uniti, dal 2 all'8 febbraio 1987.

## Campionesse

### Singolare
Barbara Potter ha battuto in finale  Larisa Neiland con il punteggio di 7–6, 7–6

### Doppio
Svetlana Černeva /  Larisa Neiland hanno battuto in finale  Barbara Potter /  Wendy White con il punteggio di 6–2, 6–4